# 김종갑 (1951년)
김종갑(金鍾甲, 1951년 8월 10일 ~ )은 경상북도 안동시에서 출생한 대한민국의 공무원이다.

## 경력
- 1975.05 : 제17회 행정고시 합격
- 1987.06 ~ 1989.11 : 상공부 통상협력담당관
- 1989.11 ~ 1993.06 : 미국 허드슨연구소 객원연구원
- 1997.03 ~ 1998.03 : 통상산업부 통상협력국장
- 1998.03 ~ 1999.03 : 산업자원부 국제산업협력국장
- 1999.03 ~ 2002.03 : 산업자원부 산업기술국장
- 2002.03 ~ 2003.03 : 산업자원부 산업정책국장
- 2003.03 ~ 2004.09 : 산업자원부 차관보
- 2004.09 ~ 2006.01 : 특허청장
- 2006.01 ~ 2007.02 : 산업자원부 제1차관
- 2007.03 ~ 2010.03 : 하이닉스반도체 대표이사
- 2007.03 ~ 2010.03 : 하이닉스반도체 사장
- 2010.03 ~ 2011.05 : 하이닉스반도체 이사회 의장
- 2011.03 ~ 2011.05 : 효성그룹 사외이사
- 2011.06 ~ 2018.04 : 한국지멘스 대표이사 회장
- 2013.12 ~ 2018.04 : 지멘스 Top 50 글로벌 경영회의 멤버
- 2014.03 ~ : 윤경SM포럼 공동대표
- 2016.05 ~ 2018.04 : 제6대 한독상공회의소 회장
- 2017.09 ~ 2021.09 : 한국산업기술대학교 이사장
- 2018.04 ~ 2021.05 : 제20대 한국전력공사 대표이사 사장
- 2018.05 ~ 2021.06 : 제29대 대한전기협회 회장
- 2019.09 : 한국전력공과대학교 이사
- ~ 2021.05 : 한국에너지공과대학교 이사장
- 2021.07 ~ : 한양대학교 공과대학 특훈교수
- 국무총리 규제혁신추진단 자문단 중소기업·국토 담당

## 학력
- 1969년 : 대구상업고등학교 (졸업)
- 1974년 : 성균관대학교 행정학 (학사)
- 1983년 : 뉴욕대학교 경영대학원 경영학 (석사)
- 1992년 : 인디애나 대학교 대학원 경제학 (석사)
- 1993년 : 인디애나대학교 대학원 행정학 (석사 수료)
- 2006년 : 성균관대학교 대학원 행정학 (박사)

## 수상
- 1984년 : 상공부장관 표창
- 1985년 : 대통령 표창
- 2006년 : 황조근정훈장
- 2007년 : 월간CEO 베스트 CEO 10인
- 2007년 : 월간조선 대한민국 경제리더 대상 혁신경영부문
- 2009년 : 세계반도체장비재료협회 아키라 이노우에상

## 참고
| 전임 하동만 | 제18대 특허청장 2004년 9월 1일 ~ 2006년 1월 31일 | 후임 전상우 |

| 전임 조환익 | 제8대 산업자원부 제1차관 2006년 2월 1일 ~ 2007년 2월 9일 | 후임 오영호 |

| 전임 조환익 (직무대행)김시호 | 제20대 한국전력공사 사장 2018년 4월 13일 ~ 2021년 5월 31일 | 후임 정승일 |